# Güveç

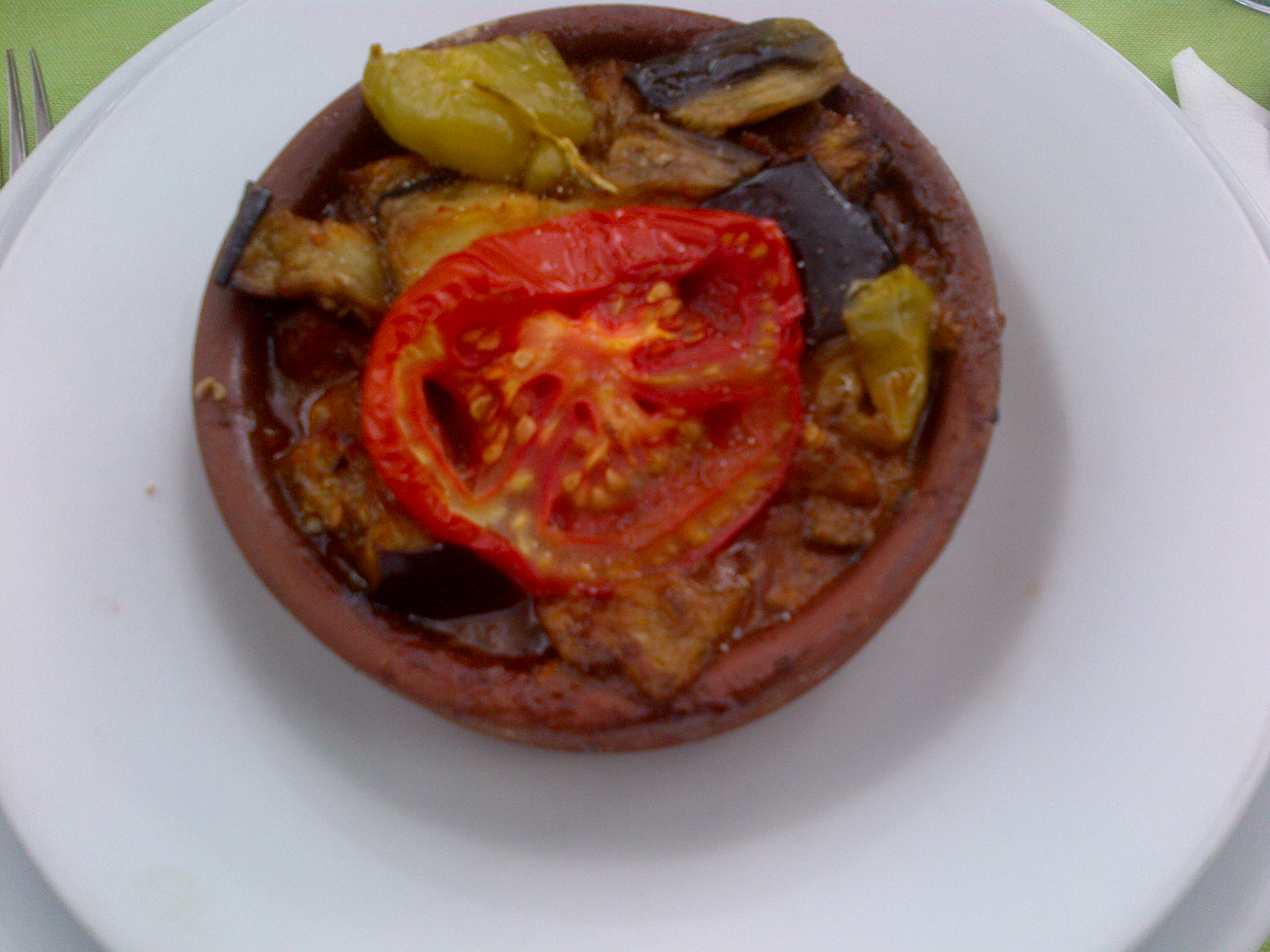
Türlü o türlü güveç és un dels plats més famosos que es fan en una cassola de fang ("güveç").

El güveç (mot en turc) és un recipient de fang, similar a una cassola de fang, tant per cuinar al forn com per a servir plats, a Turquia. El güveç és valorat per servir plats per la seva capacitat de conservar els ingredients calents durant més temps que d'altres recipients. A la cuina turca, güveç, no és el nom solament d'un recipient, sinó també el d'una categoria de plats que es cuinen en aquest recipient, com ara el karides güveç.

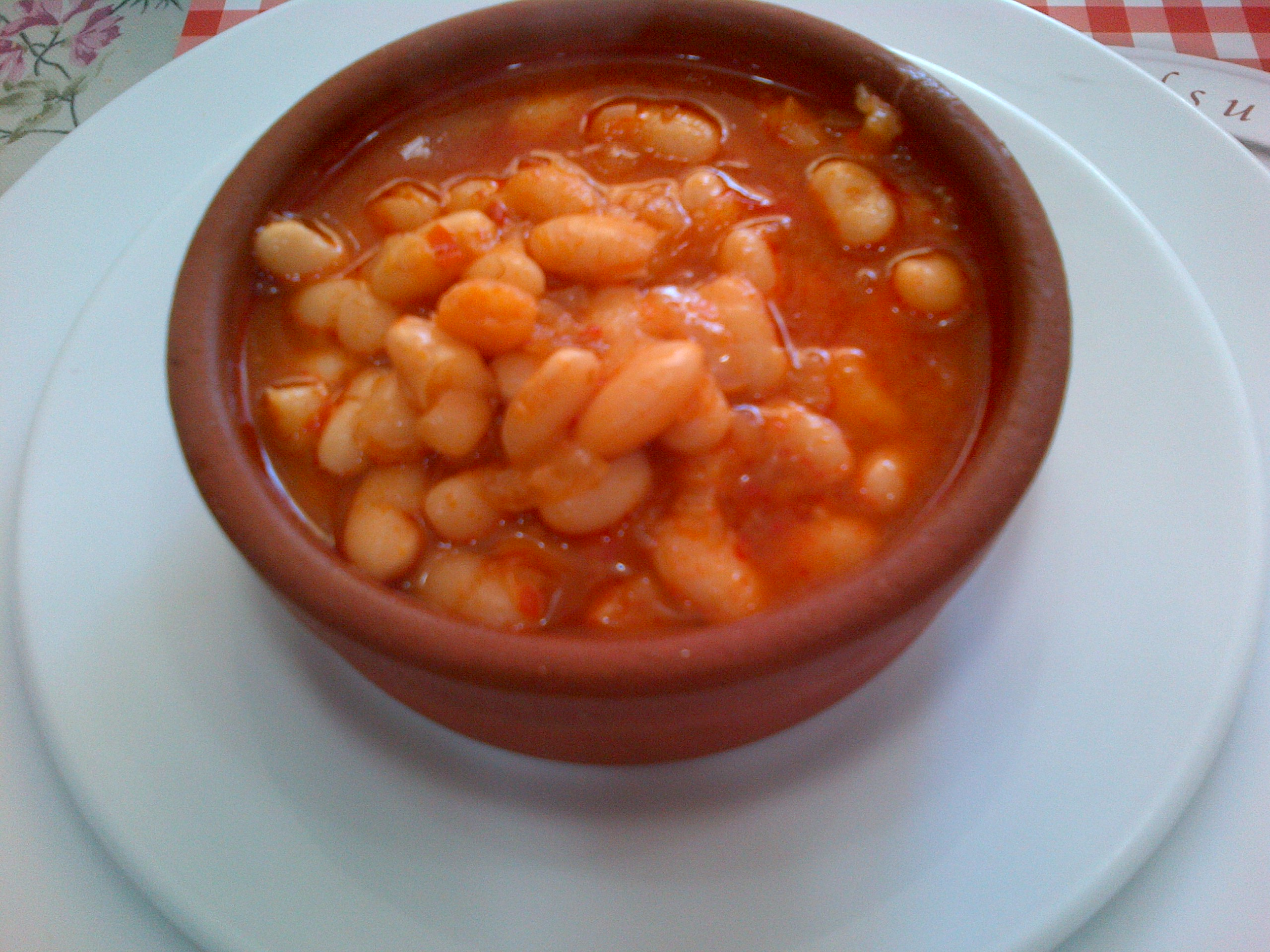
Kuru fasulye güveç